# Guillermo Stanyhurst
Guillermo Stanyhurst (en francés Guillaume Stanihurst, en inglés William Stanyhurst, en latín, Guilielmus Stanihurstus) (1601 – 1663) fue un jesuita belga de ascendencia irlandesa y autor prolífico de obras religiosas latinas, una de las cuales, Dei inmortalis in corpore mortali patientis historia, fue muy popular y se tradujo a muchos idiomas.

## Vida
Guillermo nació en Bruselas el 15 de junio de 1601. Fue el hijo menor del poeta e historiador Richard Stanyhurst y de su segunda esposa Helen Copley, quien murió cuando Guillermo era un niño. Después de cursar sus primeros estudios en el Colegio Jesuita de Bruselas, entró en la Compañía de Jesús en Malinas, el 25 de septiembre de 1617. Su hermano mayor, Peter, se había unido a los jesuitas un año antes que él y murió mientras servía como capellán de la flota flamenca en 1627.
Después de entrar en la orden, William enseñó composición y retórica latinas en el Colegio Jesuita de Cortrique. Fue ordenado sacerdote el 30 de marzo de 1630, y más tarde lideró una cofradía de estudiantes y maestros de las facultades de Derecho y Medicina de la Universidad de Lovaina, de la cual Fernando III y Vladislao IV fueron miembros de honor. Durante este período, Stanyhurst adquirió reputación de predicador elocuente en inglés, holandés y latín, y de confesor agudo.
En 1654 fue trasladado a Amberes, donde enseñó en el Colegio Irlandés, residió en la Casa Profesa, y dirigió la Hermandad Latina de la ciudad. Durante una epidemia en la ciudad, en 1657, insistió en atender las necesidades de los afectados y él mismo contrajo la enfermedad. Se esperaba que muriera y llegó a recibir la extremaunción, pero se recuperó. En el otoño de 1662 fue enviado a Bruselas para recuperar la salud en su ciudad natal, pero allí murió el 10 de enero de 1663.

## Obras
Stanyhurst fue un escritor prolífico de obras religiosas, muchas de las cuales gozaron de gran popularidad en Europa. Su Dei Immortalis in corpore mortali patientis historia, que apareció en Amberes en 1660, se reimprimió repetidamente, tanto en el latín original como en traducciones al francés, al español, al flamenco, al holandés, al alemán, al polaco y al húngaro. Su Veteris hominis per expensa quatuor novissima metamorphosis, et novi genesis, que publicó en Amberes el año 1661, fue traducida al francés, alemán, italiano y español. Otras obras que tuvieron múltiples ediciones, son:
- Album Marianum, que describe la beneficencia de Dios para con Austria (Lovaina, 1641)
- Regio mortis sive Domus infelicis aeternitatis (Amberes, 1652)
- Quotidiana Christiani Militis tessera (Amberes, 1661). Algunas partes de esta obra fueron recogidas en Selectissima moralis Christianae praecepta harmonicis metris ac rythmis expressa (Amberes, 1662)
- Ecclesia Militans, Amberes.[2]